# Souprava metra M1
Souprava metra M1 je typ soupravy vozů metra vyráběné v letech 1998–2011 společnostmi ČKD Dopravní systémy a Siemens Kolejová vozidla. Vyvinuty byly pro pražské metro, avšak odvozená verze byla dodána také do venezuelského Maracaiba.

## Popis

### Verze M1 pro Prahu
Pětivozová souprava M1 pro Prahu je 96,66 m dlouhá, 2,72 m široká a prázdná váží 133 tun. Kapacita činí 224 sedících cestujících a až 1240 stojících (při hustotě 8 osob/m²), maximální rychlost je 80 km/h. Skládá se z pěti vozů tří typů:
- M1.1 – čelní vůz, obsahuje stanoviště strojvedoucího, vlakové zabezpečení, vlakové baterie a statický měnič (2 vozy v soupravě)
- M1.2 – vložený vůz umístěný vždy za čelním vozem, obsahuje kompresor (2 vozy v soupravě)
- M1.3 – prostřední vůz, obsahuje centrální počítač vlaku (1 vůz v soupravě)

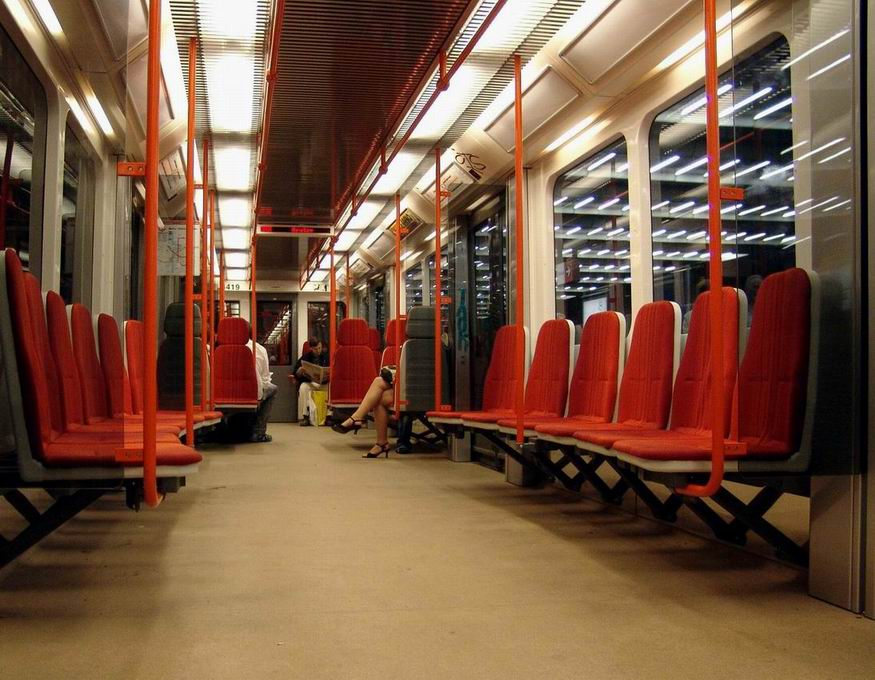
Interiér vozu pražské soupravy M1

Řazení vozů v soupravě je vždy M1.1 + M1.2 + M1.3 + M1.2 + M1.1, kvůli rozdílnému vybavení jednotlivých vozů jsou soupravy nedělitelné.
Pohon je zajištěn asynchronními motory s mikroprocesorovým řízením. Vlak má centrální řídicí systém, který umožňuje obsluhu vlaku, sběr dat a jejich vyhodnocení, včetně diagnostiky. Proud je odebírán sběračem z třetí kolejnice.
Vozová skříň je vyrobena ze svařovaných hliníkových profilů, vozy jsou tak lehčí než ocelové sovětské soupravy, dříve dodávané do Prahy. V každé bočnici vozu jsou čtvery dveře s volitelným režimem otevírání – buď centrálně najednou nebo po odblokování jednotlivě na požadavek cestujícího. První a poslední dveře vlaku se vždy otevírají kvůli nástupu vozíčkářů, přesto jsou vybaveny výzvovými tlačítky. Interiér byl navržen z nehořlavých materiálů; sedačky jsou čalouněné, umístěné ve směru po a proti jízdě (v novějších sériích i v podélném uspořádání), je vyhrazeno i místo na kočárky a invalidní vozíky. Osvětlení tvoří celkem 24 zářivek umístěných ve dvou řadách, které jsou zakryté za roštem z hliníkových latí. Okna jsou všechna lepená, přední je panoramatické s jedním stěračem.
Životnost vlaku je odhadována na třicet let.

### Verze M1-MARA pro Maracaibo
Třívozová souprava M1-MARA pro venezuelské město Maracaibo vychází z původní pražské verze. Je dlouhá 58,25 m a prázdná váží 86,3 t, maximální rychlost činí 70 km/h. Skládá se ze tří vozů dvou typů:
- M1.11 – čelní vůz, obsahuje stanoviště strojvedoucího (2 vozy v soupravě)
- M1.12 – vložený vůz (1 vůz v soupravě)

Největšími rozdíly oproti pražské verzi je odběr proudu pantografem z troleje a doplněná klimatizace vozů.

## M1 v Praze

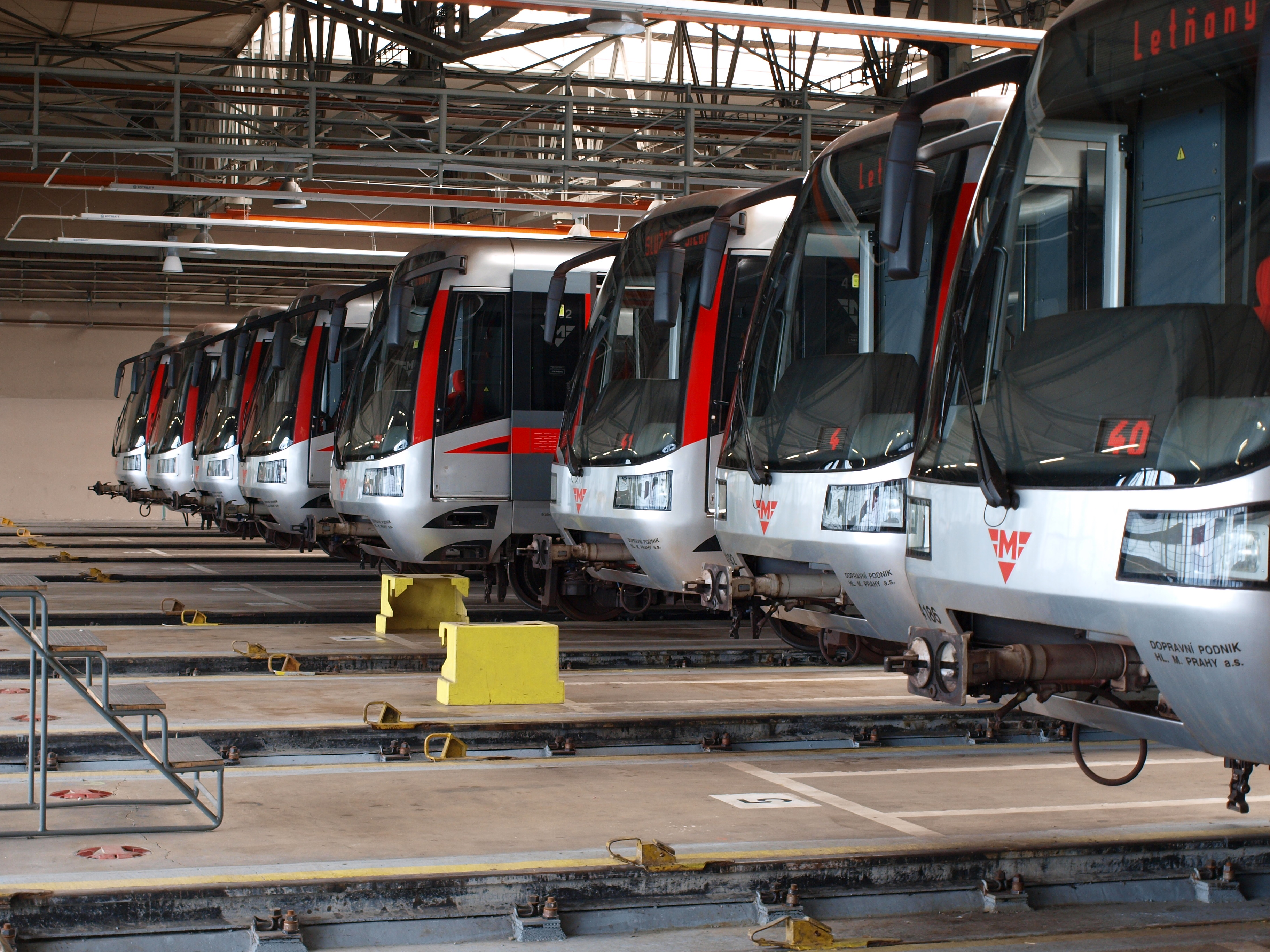
Soupravy M1 pražského metra v depu Kačerov

V červenci 1995 uzavřel Dopravní podnik hl. m. Prahy (DPP) smlouvu na dodávku 22 pětivozových souprav M1 s konsorciem firem ČKD, AEG, Siemens a SGP, přičemž všechny měly být dodány do poloviny roku 1999. Konsorcium se ustálilo do složení ČKD Dopravní systémy (ČKD DS; vozové skříně, interiéry, kompletace, finální dodavatel), Siemens (měničová výzbroj, dveřní systémy) a Adtranz (podvozky, trakční motory). Projektu vývoje vozidel se účastnil i konstruktér Antonín Honzík, autor jednotky Tatra R1. Designérem souprav je architekt Patrik Kotas.
Výroba souprav se ale kvůli existenčním problémům holdingu ČKD značně opozdila. Prototypový vlak M1 se objevil na kolejích pražského metra v červenci 1998, po rozsáhlých zkouškách byl homologován o dva roky později. S prvními cestujícími tak souprava M1 vyjela na trať 27. ledna 2000, jednalo se o soupravu č. 2 složenou z vozů ev. č. 4103, 4204, 4205, 4206 a 4104.  Po zkrachování ČKD DS v roce 2000 byly dodávky první série 22 souprav M1A dokončeny až počátkem roku 2002. Nástupcem konsorcia se stala firma Siemens Kolejová vozidla, která koupila závod ČKD Dopravních systémů v Praze-Zličíně a během roku 2003 dodala dalších 20 souprav druhé série M1B. Třetí série M1C v počtu 6 souprav byla dodána roku 2005. Závěrečná čtvrtá série M1D byla zkompletována v depu Kačerov (závod na Zličíně byl již uzavřen) a v roce 2011 dodána DPP, který poslední z pěti objednaných souprav převzal v červnu 2011. Celkem tak DPP zakoupil 53 souprav čtyř sérií. První tři série se liší menšími změnami (uspořádáním sedaček v interiéru, dveřmi a orientacemi na čele vlaku), čtvrtá série byla dodána s odlišnou elektrickou výzbrojí.

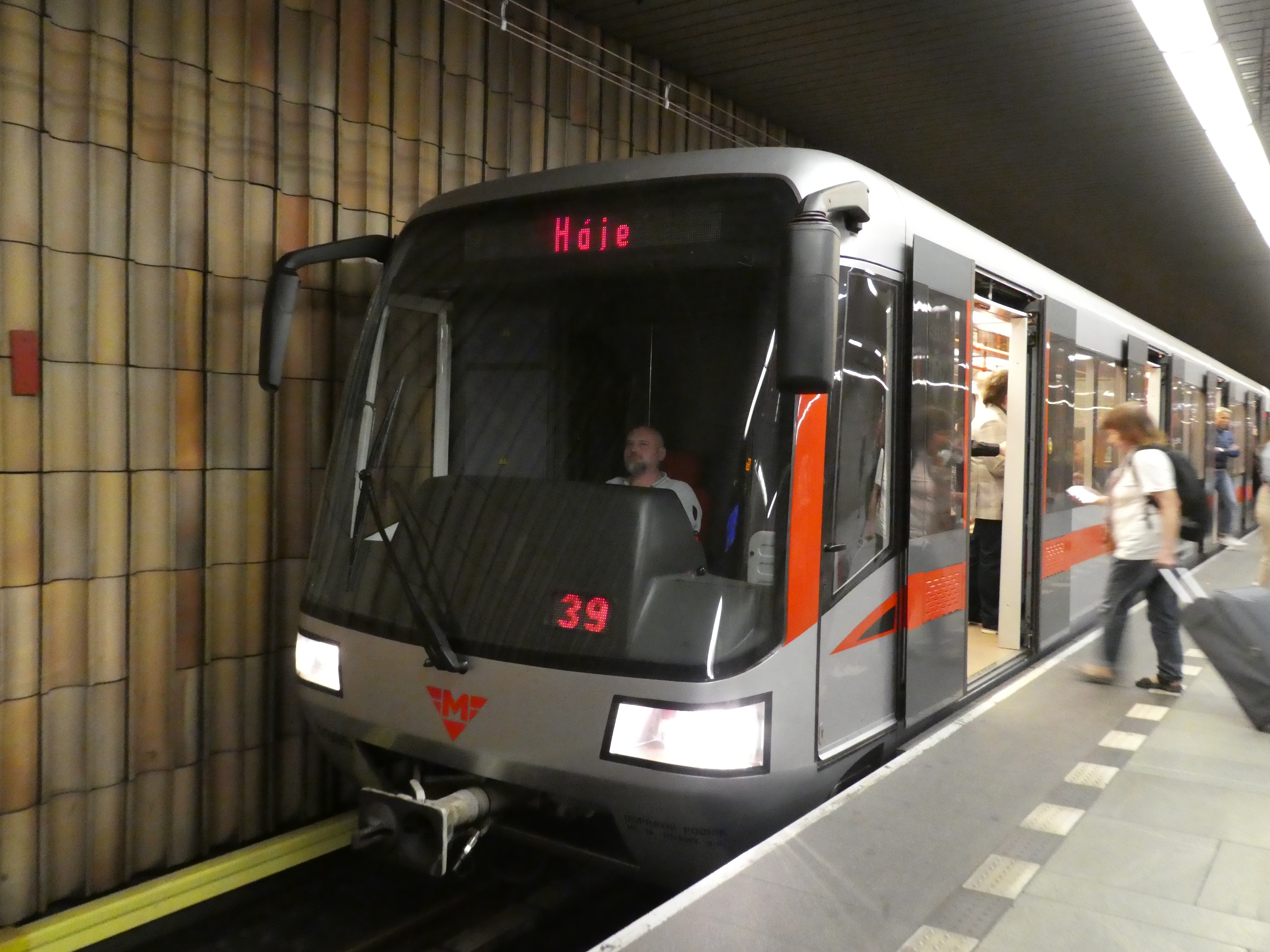
Souprava M1 ve stanici Chodov

Soupravy M1 byly určeny pro provoz na lince C, výhradní provoz na této lince zajišťují od listopadu 2003. Vypravovány jsou z depa Kačerov. Do budoucna se po automatizaci provozu na lince C plánuje jejich nasazení na linku B.
V listopadu 2005 došlo na zkušební trati u depa Zličín k vykolejení jedné z nově dodaných souprav; vlak narazil do zarážedla a čelní vůz soupravy sjel z kolejí dolů do příkopu. Drážní inspekce odhadla škodu na 20 milionů korun. V roce 2011 bylo při kontrole nalezeno 41 trhlin v rámech podvozků. Tyto poruchy si vynutily dočasné odstavení pěti souprav.

## M1-MARA v Maracaibu

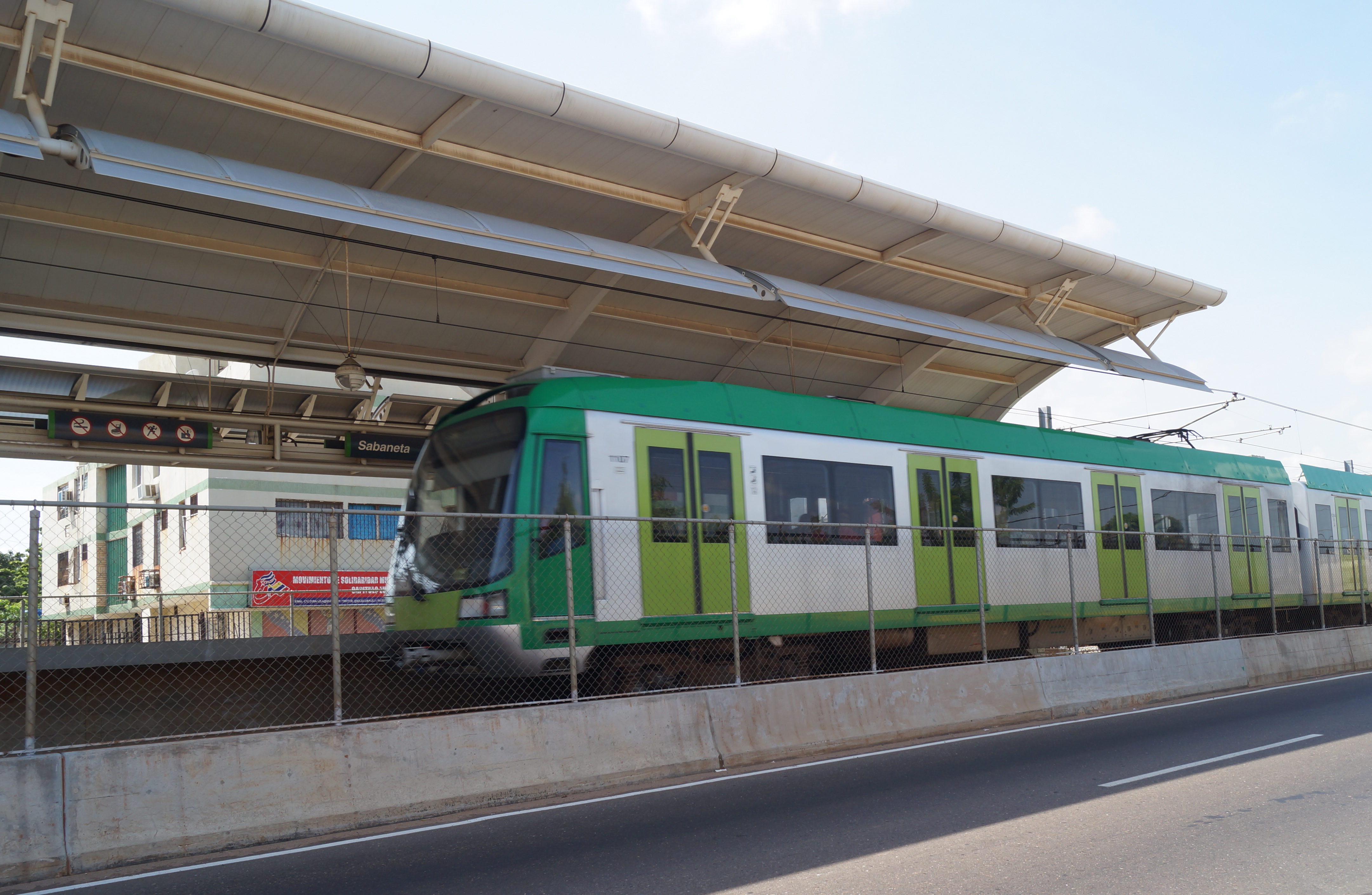
Souprava M1-MARA v Maracaibu

Třívozovou odvozenou verzi M1-MARA vyrobila společnost Siemens Kolejová vozidla v počtu sedmi souprav v letech 2006–2007 pro nově stavěný systém metra ve městě Maracaibo ve Venezuele. Dodány byly na tamní jedinou linku, jejíž první úsek byl otevřen roku 2006.